# دانشنامه ایران و اسلام
دانشنامه ایران و اسلام مجموعه ای ده‌گانه‌ای از دانشنامهٔ فارسی‌زبان است که محور اصلی آن، تاریخ و فرهنگ ایران (قبل و بعد از اسلام) و جهان اسلام است. این اثر، ترجمه ویرایش دوم دانشنامه اسلام بود که مدخل‌های راجع به ایران بر آن افزوده می‌شد. با انقلاب ۱۳۵۷ ایران، پروژه دانشنامه ایران و اسلام متوقف شد و در سال ۱۳۶۲ ، پروژه دانشنامه جهان اسلام شروع شد. آخرین مدخل این دانشنامه، «اخوان‌المسلمین» بود.

احسان یارشاطر مدعی است که پس از انقلاب 1357، این پروژه تحت نام دانشنامه جهان اسلام ادامه یافت. اما رحیم لطیفی می‌گوید که دانشنامه جهان اسلام  تفاوت‌های بنیادی با این دانشنامه دارد.
در سال ۱۳۴۸ ش./۱۹۶۹ بنگاه ترجمه و نشر کتاب به انتشار ترجمهٔ فارسی ویرایش دوم دانشنامهٔ اسلام اندیشید. اما، از آنجا که پرداختن به سرزمین‌های ایرانی‌زبان در آن اثر مرجع، در مقایسه با پرداختن به برخی دیگر از کشورهای اسلامی، تا حدودی ناکافی تشخیص داده شد (که بازتابی از کمبود پژوهش کافی در موضوعات مرتبط با ایران بود)، و از آنجا که موضوع آن، ایران پیش از اسلام را در بر نمی‌گرفت، تصمیم گرفته شد که ترجمهٔ مقالات از دانشنامهٔ اسلام با مقالات اصلی و اضافی ترکیب شود، تا بررسی جامع و به‌روزی از فرهنگ و تاریخ ایران ارائه شود. ترجمه‌ها به تعدادی از مترجمان باتجربه، که از مهم‌ترین آنها احمد آرام و احمد بیرشک بودند، سپرده شد. مقالات اصلی عمدتاً، اما نه منحصراً، از پژوهشگران ایرانی دعوت می‌شد.
نخستین جزوهٔ دانش‌نامه، به سردبیری نویسندهٔ فعلی، در سال ۱۳۵۴ ش./۱۹۷۵، در ۲۸۶ صفحه منتشر شد؛ این جزوه شامل تمام مقالات آغاز شده با حرف «آ» بود و شامل مقدمه‌ای بود که در آن هدف، دامنه و روش کار، و همچنین تاریخچهٔ مختصری از دانشنامه‌های فارسی، ترسیم شده بود. جزوه‌های دیگر، هر کدام شامل ۱۲۰ صفحه، به قیمت ۵۰ ریال (۰٫۶۸ دلار برای هر کدام) منتشر شدند. چندین پژوهشگر، از جمله مرحوم جهانگیر قائم‌مقامی، بیرشک، غلامحسین مصاحب و عباس زریاب خویی، به عنوان ویراستاران پاره‌وقت یا آزاد شرکت داشتند. کمال اجتماعی، از کارکنان مؤسسه، در نمونه‌خوانی مقالات کمک می‌کرد. طراحی و چاپ توسط عبدالله سیار، معاون مدیر مؤسسه، که تجربهٔ طولانی در چاپ فارسی داشت، نظارت می‌شد. هشتمین جزوه در سال ۱۳۵۷ ش./۱۹۷۸ منتشر شد.
اندکی پس از آن، مؤسسه توسط نیروهای انقلابی تصرف شد و عملکرد و برنامهٔ انتشارات آن به شدت تغییر یافت. با این حال، نهمین جزوه از قبل چاپ شده بود و با اکراه و با درج سلب مسئولیتی تحقیرآمیز دربارهٔ فعالیت‌های مدیریت قبلی که روی صفحهٔ اول مهر شده بود، منتشر شد. جزوهٔ دهم، که با مدخل «اخوان المسلمین» به پایان می‌رسید، نیز حروفچینی شده بود. دو سال بعد با مقدمه‌ای کوتاه از مدیران جدید مؤسسه منتشر شد و اعلام کردند که در ادامهٔ دانش‌نامه با همان روش‌ها و در مسیر تعیین شده با مشکل مواجه شده‌اند، زیرا تعداد زیادی از مقالات از دانشنامهٔ اسلام ترجمه شده بود، که اگرچه بدون فایده نبود، «مانند بسیاری از آثار غربی در مورد فرهنگ اسلامی، از انحرافات، تعصبات و نقایص خالی نبود». علاوه بر این، آنها شکایت کردند که در جزوه‌های منتشر شده، شخصیت‌هایی مانند مصطفی کمال آتاترک، که «علیه اسلام قیام کرده بود»، تجلیل شده‌اند، و دیگرانی مانند موسی بن میمون، «یک متفکر یهودی متعصب» که وحی پیامبر محمد را انکار کرده بود، مورد ستایش قرار گرفته‌اند. علاوه بر این، گفته می‌شد که برخی از اطلاعات منتشر شده در مورد آموزه‌های شیعه نادرست است. در نتیجه، «مؤسسه» تصمیم گرفته بود چنین «انحرافات و اشتباهاتی» را اصلاح کند، اگرچه در جزوهٔ دهم فقط حداقل مداخله ممکن بود، زیرا از قبل حروفچینی شده بود.
در واقع، انتشار دانش‌نامه به مدت ده سال متوقف شد. در سال ۱۳۷۱ ش./۱۹۹۲ جزوهٔ جدیدی که با حرف «ب» شروع می‌شد، توسط سازمان جدیدی به نام بنیاد دایرةالمعارف ایران و اسلام منتشر شد. در آن ترجمه‌ها یا خلاصه‌های مقالات از دانشنامهٔ اسلام و سایر دانشنامه‌ها، از جمله دانشنامهٔ ایرانیکا، با مقالات اصلی ترکیب شده‌اند. تا به امروز هیچ جزوهٔ دیگری منتشر نشده است.
تدوین و انتشار دانشنامه ایران و اسلام، در ادامه کوشش نافرجام سید حسن تقی‌زاده و همکارانش در ترجمه دانشنامه اسلام بود. شماری از کشورهای اسلامی به ترجمه دانشنامه اسلام به زبان‌های بومی خود دست زده بودند، که از میان آنها ترکیه‌ای ها و پاکستانی‌ها موفق شده بودند این دانشنامه را به صورت کامل به زبان خودشان ترجمه کنند و حتی تکمله‌هایی هم به آن بیافزایند. احسان یارشاطر با تسلطی که بر زبان‌های ایران باستان، فرهنگ و تمدن ایران پیش از اسلام، ادبیات کهن فارسی، فرهنگ و تمدن دورره اسلام و نیز آشنایی با روش‌های پژوهشی جدید و دانشنامه‌های غربی داشت، کوشید تا دانشنامه اسلام را به فارسی ترجمه کند و مطالب مربوط به ایران و فرهنگ ایرانی در دوره اسلامی و تشیع را در قالب دانشنامه‌ای متناسب با همان دانشنامه، تالیف و اطلاعات نافص یا نادرست آن دانشنامه هم تصحیح شود. او و همکارانش با توجه به به تجربه‌های گذشته و کامیابی‌ها و ناکامی‌ها، تا جای ممکن همه جوانب کار را در نظر گرفتند. نخستین جلد این دانشنامه در سال 1354 شمسی/1976 میلادی چاپ شد و جمعاً 9 جلد از حرف «الف» تا زمان انقلاب به تدریج منتشر شد. اما با وقوع انقلاب، این پروسه متوقف شد.

## مصاحبه احسان یارشاطر
هنگامی که ویرایش دوم دانشنامه اسلام منتشر شد، احسان یارشاطر از برنارد لوئیس (یکی از ویراستاران ویرایش دوم دانشنامه اسلام) پرسیده بود که «چرا مدخل‌های دانشنامه اسلام در رابطه با ایران (مثل مدخل احمدشاه قاجار) این قدر کم محتواست؟» و لوئیس پاسخ داد که با نظر یارشاطر موافق بوده و علت آن‌ها مخالفت با ایرانشناسی نیست بلکه کمبود پژوهشگر در زمینه موضوعات ایرانشناسی است. یارشاطر می‌گوید به همین خاطر ایده نوشتن دانشنامه ای برای خود ایرانی‌ها به ذهنش خطور کرد تا مطالبی که برای خود ایرانی‌ها مهم است، در این دانشنامه ثبت گردد.
یارشاطر پس از جلب همکاری عده ای از پژوهشگران ایرانشناس ، و نیز چند تن از بهترین مترجمان ایرانی آن زمان (مثل احمد بیرشک و احمد آرام) برای ترجمه برخی مقالات دانشنامه اسلام، دانشنامه ایران و اسلام را آغاز کرد که نخستین جلد آن در سال ۱۹۷۵ میلادی در بنگاه ترجمه و نشر کتاب منتشر شد. این روند تا جلد نهم ادامه یافت. انتشار جلد دهم با انقلاب اسلامی ایران هم‌زمان شد و پس از یک تأخیر طولانی، در حالی منتشر گردید که پشت جلد آن «به زباله‌دان تاریخ پیوست» نوشته شده بود و بدین گونه کار دانشنامه همان‌جا تمام شد.